# Forte de São Francisco Xavier

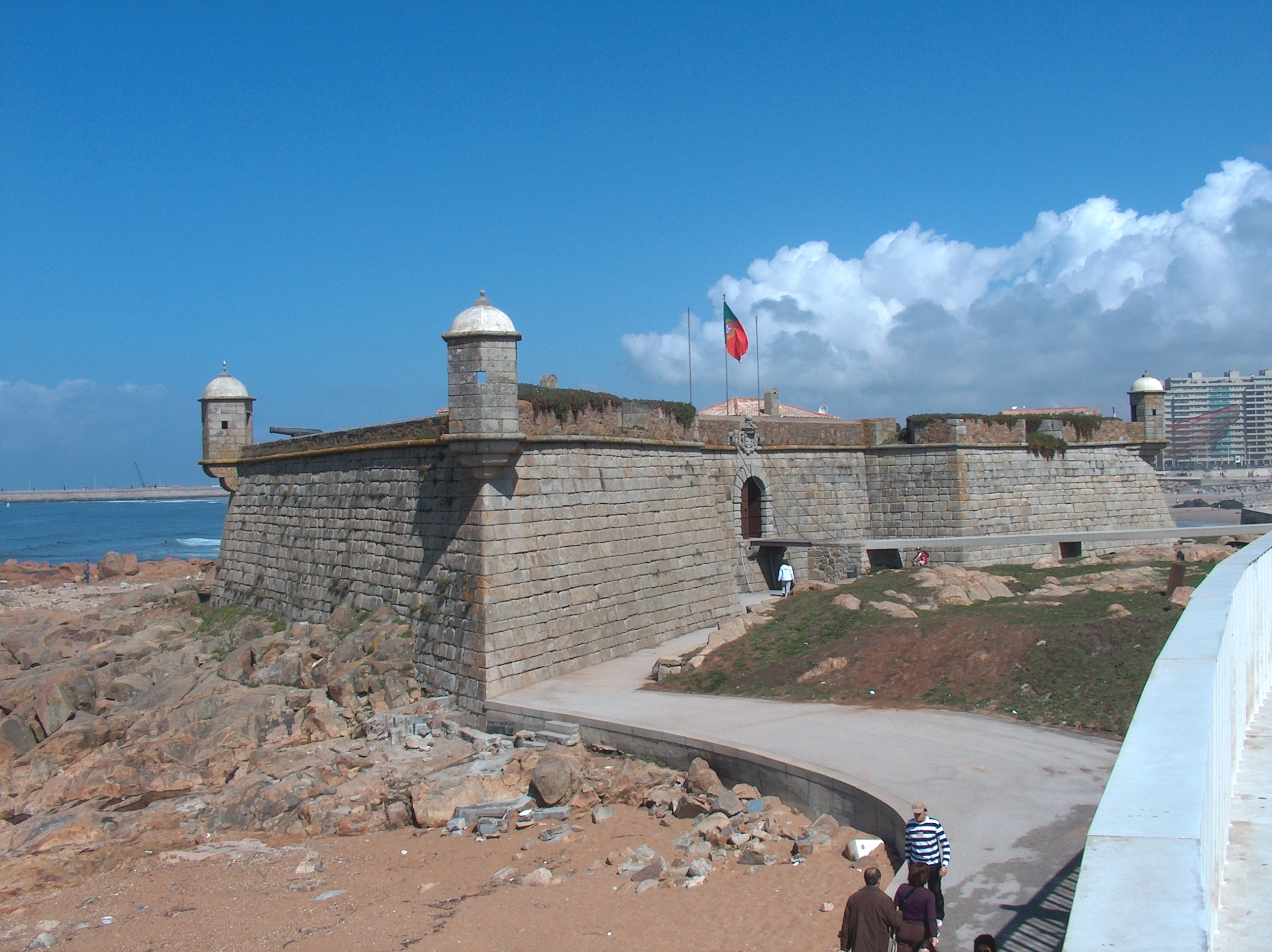
Forte de São Francisco Xavier

Das Forte de São Francisco Xavier ist ein Kastell in der Nähe von Porto an der Atlantikküste zwischen den Mündungen des Douro und des Rio Leça. Es wird auch Castelo do Queijo (Käseburg) genannt. Dieser Name bezieht sich auf die Form der Granitblöcke der felsigen Küste, aus denen es erbaut wurde, und die durch die Verwitterung die Form abgerundeter Kissen oder Käselaibe bekommen haben. Das Fort stammt aus der Mitte des 17. Jahrhunderts und wurde auf den Resten einer älteren Anlage errichtet. Es ist seit 1934 als Denkmal eingetragen und kann besichtigt werden.